# Alta Sierra de Pinares
La Alta Sierra de Pinares ( mancomunidad ) es una agrupación voluntaria de municipios para la gestión en común de determinados servicios de competencia municipal que reúne a seis municipios en la provincia de Burgos, Castilla la Vieja, región histórica hoy integrada en la Comunidad autónoma de Castilla y León, España. 

## Datos básicos y municipios integrantes
La Mancomunidad abarca una superficie de 214.40 km² y tiene una población aproximada de 5400 habitantes. Su presidente es D. Jacinto Cuñado Santamaría, concejal del ayuntamiento de Quintanar de la Sierra. Comprende los siguientes municipios:
- Canicosa de la Sierra
- Neila
- Palacios de la Sierra
- Quintanar de la Sierra
- Regumiel de la Sierra
- Vilviestre del Pinar

## Sede
La sede de la mancomunidad está en Quintanar de la Sierra, en la Plaza Mayor n.º 1

## Obras y servicios
Servicio de recogida, transporte, vertido y tratamiento, en su caso, de residuos sólidos urbanos. Mantenimiento y limpieza viaria. Mantenimiento de la red de abastecimiento de aguas, alcantarillado y alumbrado público. Asesoramiento jurídico, técnico y urbanístico a los municipios asociados. Servicio de ambulancia. Protección del medio ambiente y saneamiento integral de la cuenca del Arlanza. Protección civil y prevención y extinción de incendios. Promoción turística de la zona. Aprovechamiento y mejora de la producción forestal. Fomento de la cultura y el deporte. Servicios funerarios. 